# Koilamasuchus gonzalezdiazi
Il koilamasuco (Koilamasuchus gonzalezdiazi) è un rettile estinto, appartenente agli arcosauriformi. Visse nel Triassico inferiore (circa 248 milioni di anni fa) e i suoi resti fossili sono stati ritrovati in Argentina. 

## Descrizione
Questo animale è noto per uno scheletro incompleto conservatosi come un'impronta esterna, rinvenuto nella formazione Quebrada de los Fósiles in Argentina. L'olotipo è l'esemplare meglio conservato tra gli arcosauriformi basali in Sudamerica, e comprende varie parti di uno scheletro postcraniale: vertebre dorsali e costole, osteodermi, un ilio, un omero, un artiglio, un chevron, una probabile costola ventrale (gastralia), e parte di una zampa. Anche se conservato come un calco, è possibile ricostruire almeno parzialmente l'aspetto dell'animale: Koilamasuchus doveva assomigliare vagamente a un piccolo coccodrillo, dal dorso ricoperto da una doppia fila di osteodermi. 

## Classificazione
Il fossile fu scoperto nel 1981 e descritto brevemente da José Bonaparte, che tuttavia non lo denominò. Solo nel 2010 venne pubblicato un nuovo studio più approfondito, nel quale venne anche attribuito un nome. 
L'esemplare possiede alcune caratteristiche diagnostiche, ad esempio il processo iliaco allungato e convesso lungo il margine superiore, che lo identificano come un arcosauriforme. Un'analisi filogenetica lo pone come il sister taxon di un clade comprendente gli arcosauri veri e propri e gli eritrosuchidi, grandi rettili predatori del Triassico inferiore / medio. Secondo questa analisi, Koilamasuchus era più evoluto (derivato) di altri arcosauriformi triassici come Osmolskina, Sarmatosuchus, Fugusuchus e i cosiddetti "proterosuchidi" (in realtà un gruppo parafiletico), a causa della presenza di un processo iliaco (una proiezione ossea vicino all'acetabolo). Koilamasuchus, inoltre, presentava osteodermi lungo il dorso, una caratteristica evoluta che non è presente nei proterosuchidi ma solo negli eritrosuchidi e in alcuni arcosauri. 